# Phthorima parallela
Phthorima parallela là một loài tò vò trong họ Ichneumonidae.